# Christa Kepplinger
Christa Kepplinger (ur. 2 października 1951) – austriacka lekkoatletka, sprinterka, trzykrotna medalistka halowych mistrzostw Europy.
Zdobyła brązowy medal w sztafecie 4 × 1 okrążenie (w składzie: Maria Sykora, Brigitte Ortner, Kepplinger i Hanni Burger) na halowych mistrzostwach Europy w 1970 w Wiedniu. Odpadła w eliminacjach biegu na 60 metrów na halowych mistrzostwach Europy w 1971 w Sofii oraz w eliminacjach sztafety 4 × 100 metrów na mistrzostwach Europy w 1971 w Helsinkach.
Na halowych mistrzostwach Europy w 1972 w Grenoble ponownie zdobyła brązowy medal w sztafecie 4 × 1 okrążenie (w składzie: Kepplinger, Sykora, Carmen Mähr i Monika Holzschuster) oraz odpadła w półfinale biegu na 50 metrów. Zdobyła srebrny medal w sztafecie 4 × 1 okrążenie (w składzie: Brigitte Haest, Kepplinger, Mähr i Karoline Käfer) oraz odpadła w eliminacjach biegu na 60 metrów na halowych mistrzostwach Europy w 1973 w Rotterdamie.
Była mistrzynią Austrii w sztafecie 4 × 100 metrów w 1968 i 1969, a także brązową medalistką w biegu na 100 metrów w 1968.
Trzykrotnie poprawiała rekord Austrii w sztafecie 4 × 100 metrów do wyniku 45,5 s osiągniętego 12 sierpnia 1972 w Lüdenscheid, a także wyrównała rekord swego kraju w biegu na 200 metrów czasem 23,8 s (8 lipca 1972 w Bonn).
Rekordy życiowe Kepplinger:
| Konkurencja              | Data i miejsce           | Wynik |
| ------------------------ | ------------------------ | ----- |
| bieg na 100 metrów       | 8 lipca 1972, Bonn       | 11,5  |
| bieg na 200 metrów       | 8 lipca 1972, Bonn       | 23,8  |
| bieg na 50 metrów (hala) | 12 marca 1972, Grenoble  | 6,50  |
| bieg na 60 metrów (hala) | 11 marca 1973, Rotterdam | 7,67  |